# Fédération nationale des Francas
La Fédération nationale des Francas est un mouvement français d'éducation populaire créé en 1944 (FFC, Mouvement des Francs et Franches Camarades) par des militants provenant des Éclaireuses éclaireurs de France, des Ceméa et des Auberges de Jeunesse.
Association complémentaire de l'école, reconnue d'utilité publique et agréée par différents ministères, la fédération nationale des Francas rassemble 81 associations départementales et regroupe près de 15 000 adhérents, 1 541 personnes morales, 5 000 centres de loisirs, 3 000 collectivités territoriales.
Les Francas représentent annuellement 1,2 million d’enfants accueillis, 50 000 bénévoles mobilisés, 17 570 stagiaires (BAFA et BAFD, BPJEPS), 1 000 professionnels formés et qui organisent l’animation d’échanges avec 77 organisations étrangères de jeunesse. [réf. nécessaire]

## Actions
Le champ d'action des Francas est l’action éducative dans le temps libre des enfants et des adolescents, les loisirs éducatifs.
C'est une Fédération Nationale Laïque de structures et d'activités éducatives sociales et culturelles. Ils constituent un mouvement d'éducation populaire qui a pour but :
- de promouvoir la place que tous les enfants doivent avoir dans la société, de développer des projets d'accueil et d'activités à leur intention,
- de rassembler les différents acteurs de l'éducation qui adhèrent à leur projet et, plus largement, participent à leurs actions,
- de fédérer les centres et structures de loisirs répondant aux besoins des enfants et des familles.

Par l’engagement, la compétence des bénévoles et des professionnels qu’ils rassemblent, les Francas ont le souci constant de développer la qualité des accueils et activités proposés aux enfants et aux jeunes.
Pour cela, ils interviennent notamment par : 
- le développement et le renouvellement des pratiques éducatives menées auprès des enfants et des jeunes dans des domaines aussi divers que les droits de l'enfant, les sciences et techniques, le numérique, l’art, l’environnement, les médias, la philo, les échanges internationaux…
- la formation et la qualification des animateurs (formation BAFA-BAFD et formation professionnelle)
- l’accompagnement des organisateurs d’activités et des décideurs publics
- la production et la diffusion de supports et revues pédagogiques.

## Présence
Les Francas sont présents sur la quasi-totalité du territoire national. Proches des collectivités locales, des associations et de l'ensemble des acteurs éducatifs, ils sont un interlocuteur potentiel pour les domaines concernant l'éducation des enfants et des jeunes.

## Histoire
Depuis 1944, les Francas rassemblent des hommes et des femmes préoccupés d’émancipation sociale pour les enfants et les jeunes, défricheurs de nouveaux champs d’activités et souvent précurseurs. Nombre de concepts nés de la réflexion et de l’action des Francas ont été développés depuis par les Pouvoirs publics, voire par le secteur marchand : patronages laïques, activités périscolaires, centres aérés, CLAÉ (Centres de Loisirs Associés à l'École) puis centres de loisirs, projet éducatif local. Les premiers responsables du mouvement étaient des militants issus des Éclaireuses éclaireurs de France, des Ceméa, de la coopération à l'école, du Mouvement Freinet, du Groupe français d'éducation nouvelle et de la Ligue de l'enseignement.
À partir de 1956, ils ont publié la revue Jeunes Années Magazine, distribuée dans les écoles, où se sont illustrés des dessinateurs tels que François Craenhals avec sa série Les 4 As.
Les Francas ont intensifié depuis 1994 leur action en faveur du développement de l’action éducative locale : projet local pour l’enfance, accueil éducatif, réseaux locaux pour l’enfance, agences locales enfance-jeunesse.

### Personnalités
- Le fondateur des Francas est Pierre François (1907-1986).
- Roger Boquié, formateur au sein des Francas, animateur radio et promoteur de la littérature pour la jeunesse.
- James Marangé, instituteur haut-marnais et futur secrétaire général de la FEN fut un très actif militant des Francas après la Libération.
- Roger Raoul Rocher, délégué lyonnais, créa le premier centre aéré en 1959, la première école ouverte en 1971, et développa les plaines de jeux et terrains d'aventure inspirés des pays voisins.
- Pierre de Rosa[3]